# Reynier Bontius (1576-1623)
Reynier de Bondt (Regnerus Bontius) (Leiden, 1576  — Leiden, 16 juni 1623) was een Nederlandse arts en hoogleraar. Van 1621 tot zijn dood in 1623 was hij lijfarts van prins Maurits.

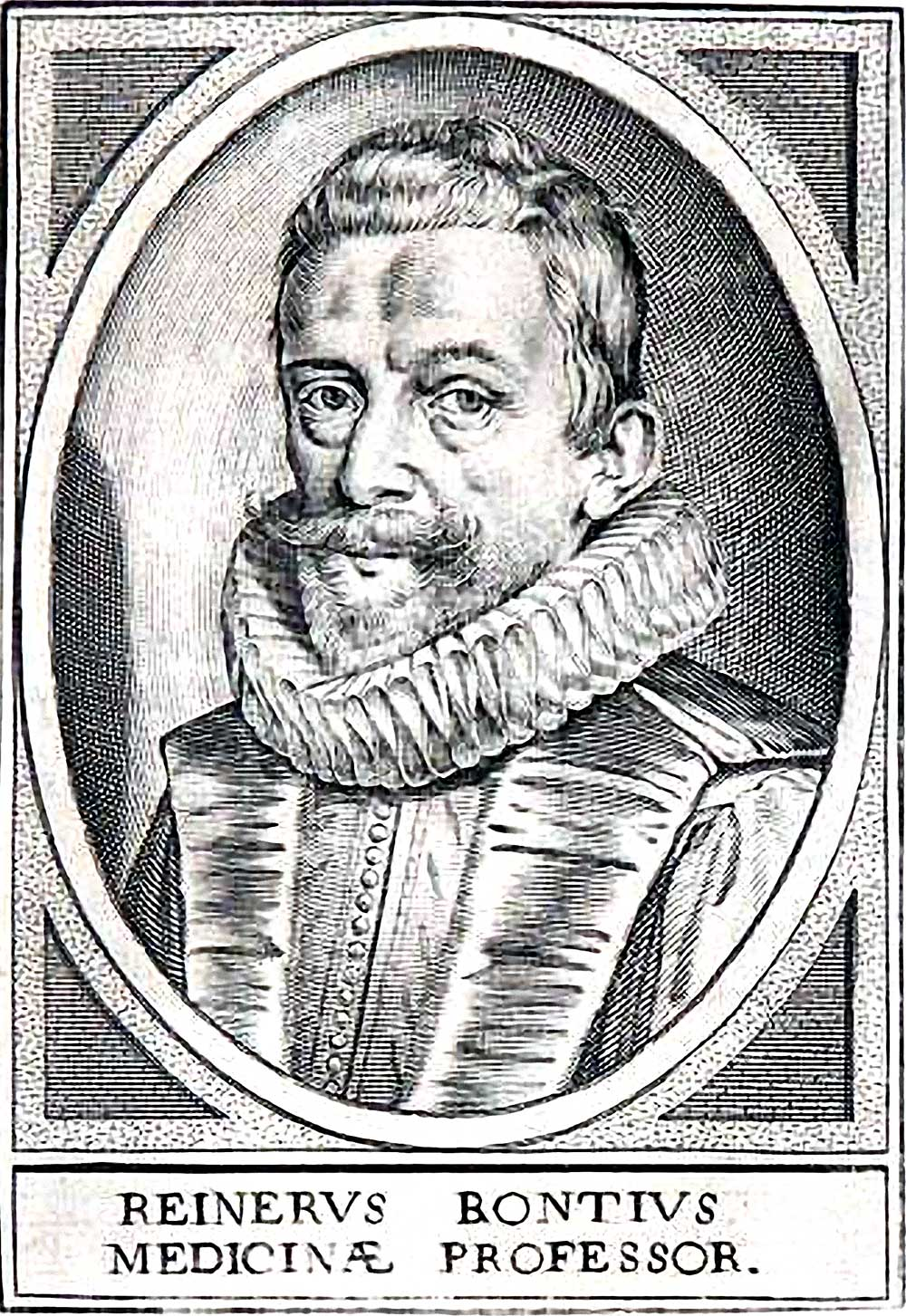
Portret van Reinier Bontius, kopergravure, kunstenaar onbekend.

## Leven
Reynier Bontius was een zoon van de Nederlandse arts Gerard de Bondt (1536-1599) en Jacoba Jansdr. (Schrevel) en een broer van de arts en natuuronderzoeker Jacob de Bondt. Hij studeerde aanvankelijk in zijn geboortestad wijsbegeerte, wis- en sterrenkunde onder Rudolph Snellius maar schakelde later (op verzoek van zijn vader) over naar de studie geneeskunde. In augustus 1599 promoveerde hij op een dissertatie getiteld Theses medicæ de pleuritide. Al in oktober van hetzelfde jaar werd hij aan de Universiteit van Leiden benoemd tot buitengewoon hoogleraar in de filosofie. Daarnaast vestigde hij zich als arts. Zijn academische loopbaan kwam pas goed op gang toen hij in 1617 benoemd werd als gewoon hoogleraar in de geneeskunde. Van 1619 tot 1621 fungeerde hij zelf als rector magnificus. Na zijn aanstelling als lijfarts van prins Maurits in 1621 raakte zijn hoogleraarschap wat in het slop en werden zijn colleges vaak door plaatsvervangers verzorgd. 

## Werken
Naast zijn dissertatie zijn er geen andere medische geschriften van Bontius bekend. Lang is gedacht dat hij de auteur was van het populaire toneelstuk Belegering en Ontzetting der stad Leyden (1645). Dit werd echter niet door hem maar door zijn gelijknamige neef, de Amsterdamse pasteibakker Reynier Bontius geschreven.